# Nolhivaranfaru
Nolhivaranfaru is een van de bewoonde eilanden van het Haa Dhaalu-atol behorende tot de Maldiven.

## Demografie
Nolhivaranfaru telt (stand maart 2007) 336 vrouwen en 309 mannen.